# Girolata (Schiff)
Die Girolata ist eine Ro-Pax-Fähre der französischen Reederei La Méridionale. Gebaut wurde die Fähre 1995 in Norwegen als Aretousa für die griechische Reederei Minoan Lines.

## Geschichte
Das Schiff wurde unter der Baunummer 56 auf der norwegischen Werft Fosen Mekaniske Verksted in Rissa gebaut. Der Rumpf wurde von der schwedischen Werft Bruces Nya Mekaniska Verkstad in Landskrona zugeliefert. Die Kiellegung fand am 6. Juni, der Stapellauf am 15. Dezember 1994 statt. Die Fertigstellung des Schiffes erfolgte 9. Juni 1995.
Die Fähre wurde am 8. Juli 1995 von Minoan Lines als Aretousa unter griechischer Flagge mit Heimathafen Iraklio in Dienst gestellt. Sie verkehrte auf der Strecke zwischen Patras und Ancona. Ab Anfang 1998 verkehrte die Fähre zwischen Patras, Igoumenitsa, Korfu und Venedig. Am 6. Juni 2001 brach an Bord ein Feuer im Maschinenraum aus. Nach der Reparatur nahm das Schiff den Verkehr am 26. Juni 2001 wieder auf. Anfang Dezember 2001 wurde das Schiff bei Minoan Lines durch die Ikarus ersetzt und anschließend an die Compagnie Méridionale de Navigation verkauft. Neuer Name des Schiffes wurde Girolata. Ab dem 11. März 2002 verkehrte es zwischen Marseille und Bastia bzw. Ajaccio auf der französischen Mittelmeerinsel Korsika. Seit dem 2. Dezember 2020 verkehrt das Schiff zwischen Marseille und Tanger in Marokko.
Der Entwurf der Fähre stammte vom Schiffsarchitekturbüro Nordvestconsult. Die Fähre ist nach dem Ort auf Korsika benannt.

## Technische Daten und Ausstattung
Die Fähre wird von vier Viertakt-Achtzylinder-Dieselmotor von MAN B&W (Typ: 8L48/60) mit zusammen 31.200 kW Leistung angetrieben. Die Motoren wirken auf zwei Verstellpropeller. Das Schiff ist mit zwei Bugstrahlrudern mit jeweils 1200 kW Leistung ausgestattet.
Für die Stromversorgung stehen zwei von den Hauptmotoren mit jeweils 1496 kW Leistung angetriebene Wellengeneratoren mit jeweils 1870 kVA Scheinleistung und drei von MAN-B&W-Dieselmotoren mit jeweils 1012 kW Leistung angetriebene Generatoren mit jeweils 1265 kVA Scheinleistung zur Verfügung. Außerdem wurde ein von einem Dieselmotor mit 176 kW Leistung angetriebener Notgenerator mit 220 kVA Scheinleistung verbaut. Während der Liegezeit in Marseille erfolgt die Stromversorgung des Schiffes mit Landstrom.
Das Schiff verfügt über zwei Fahrzeugdecks. Auf dem Hauptdeck (Deck 3) befindet sich ein durchlaufendes Fahrzeugdeck. Dieses ist über Bug- und Heckrampen zugänglich. Vor der Bugrampe befindet sich ein seitlich zu öffnendes Bugvisier. Oberhalb des durchlaufenden Fahrzeugdecks befindet sich ein weiteres Fahrzeugdeck (Deck 4), das über Rampen vom Hauptdeck aus zu erreichen ist. Der vordere Bereich ist in der Höhe beschränkt. Hier ist ein Deck eingehängt (Deck 4A), in dem Kabinen für die Passagiere eingerichtet sind. Der Großteil der insgesamt 196 Kabinen befinden sich auf Deck 5. Auf diesem Deck sind außerdem die Rezeption und ein Kino untergebracht. Auf Deck 6 sind unter anderem Räume mit insgesamt 50 Ruhesesseln sowie zwei Restaurants, eines davon ein Selbstbedienungsrestaurant, und zwei Bars eingerichtet. Am Heck des Schiffes befindet sich ein offener Decksbereich mit einer weiteren Bar. Diese ist überdacht. Auf Deck 7 befinden sich offene Decksbereiche sowie ein Deck mit Einrichtungen für die Schiffsbesatzung und verschiedene Betriebsräume. Im vorderen Bereich ist die vollständig geschlossene Brücke untergebracht. Zur besseren Übersicht bei An- und Ablegemanövern und dem Navigieren in engen Fahrwassern gehen die Nocken etwas über die Schiffsbreite hinaus.
Die Passagierkapazität der Fähre ist mit 650 Personen angegeben. Sie kann 160 Pkw befördern. Das Schiff ist mit zwei Flossenstabilisatoren ausgerüstet.